# Afonso XI de Castela
Afonso XI de Leão e Castela, o Justiceiro, o Implacável ou o do Rio Salado (Salamanca, 13 de Agosto de 1311 - Gibraltar, 26 de Março de 1350) foi rei de Leão e Castela de 7 de Setembro de 1312 a 26 de Março de 1350.

## Reinado
Afonso XI era filho da infanta Constança de Portugal e de Fernando IV de Leão e Castela. Era por isso neto materno da Rainha Santa Isabel e do rei D. Dinis de Portugal, e neto paterno de Maria de Molina e Sancho IV de Leão e Castela. Os seus pais morreram muito cedo: Fernando veio a falecer em campanha em 1312 e Constança de Portugal faleceu um ano mais tarde, com apenas 23 anos.
Assim, foi aclamado rei em Xaém em 1312, com três meses de idade. A regência foi entregue à sua avó paterna, a rainha-avó Maria de Molina, que também foi tutora da irmã mais velha de Afonso, a infanta Leonor de Castela, futura consorte de Afonso IV de Aragão. Maria seria regente do reino de 1312 a 1321, data da sua morte, e só em 1325 Afonso atingiria a maioridade e assumiria o controlo do reino.
Armado cavaleiro no mosteiro real de Las Huelgas em Burgos em 1331, iniciou imediatamente um conflito contra o seu sogro Afonso IV de Portugal, que cessaria com a aliança entre os dois monarcas para a batalha do Salado. Em Guadalupe na província de Cáceres, mandou construir um grandioso mosteiro que doaria à Ordem de São Jerónimo.

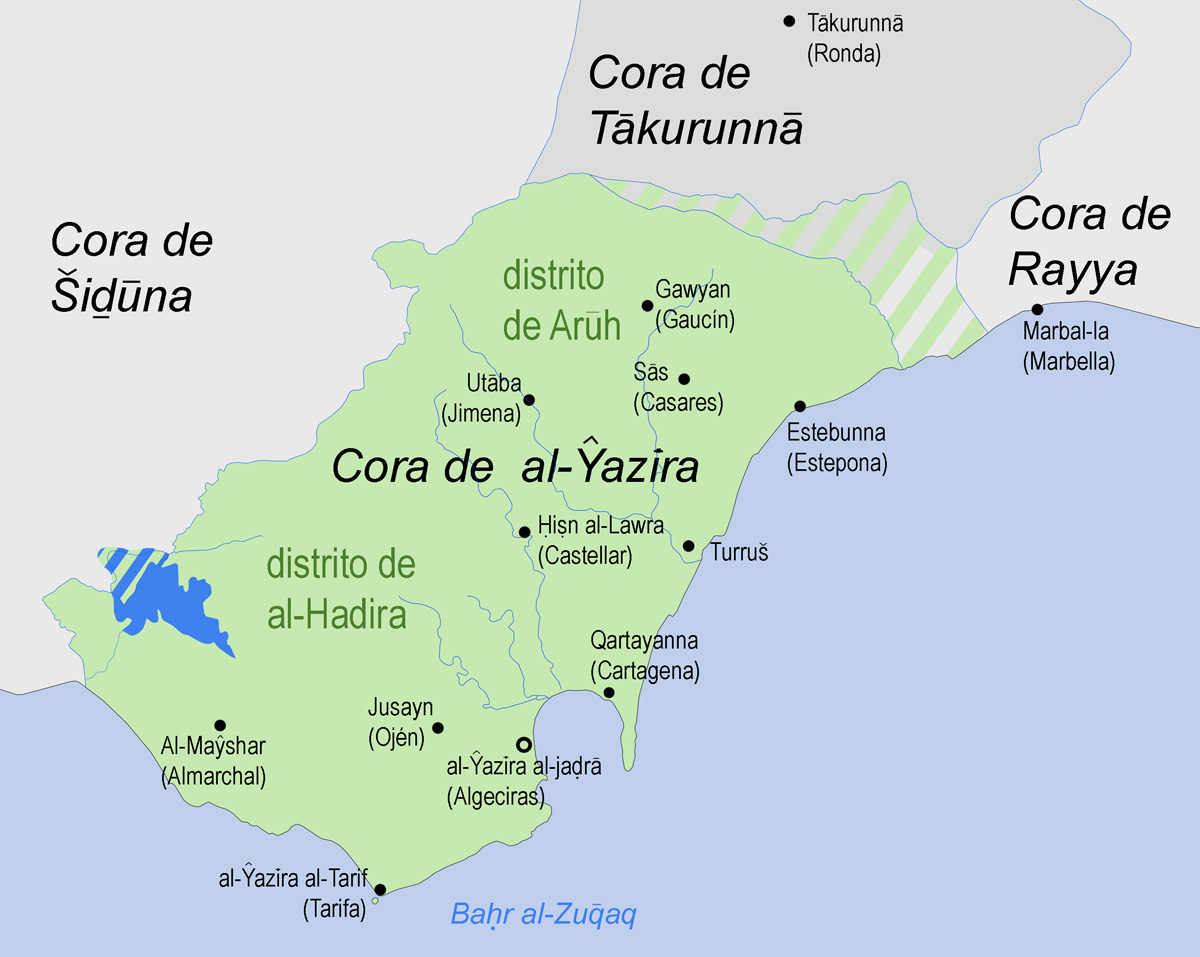
Mapa do Reino de Algeciras.

Apesar de não ter chegado aos níveis de crueldade do seu filho Pedro I de Castela, pertence ao grupo de reis implacáveis da Espanha. Os dois primeiros cognomes têm origem na ferocidade com que reprimia as desordens dos nobres. No seu reinado ordenaria execuções de estado sem julgamento. Uma das suas importantes vitórias foi o juramento de vassalagem de Afonso de Lacerda.
O terceiro cognome refere-se à formidável vitória contra a invasão dos mouros merínidas da Península Ibérica em 1340, na batalha do Salado, que daria também o cognome de o Bravo a Afonso IV de Portugal. Como consequência desta, conseguiu levar as fronteiras cristãs até ao Estreito de Gibraltar e conquistar o Reino de Algeciras em 1344, de acordo com a paz assinada com os reinos de Marrocos e de Granada.

## Casamentos e amores
Afonso XI casou-se duas vezes, o primeiro casamento com Constança Manuel, infanta de Castela, filha do seu primo e tutor, o infante João Manuel de Castela, príncipe de Vilhena, e de Constança de Aragão, realizou-se em 1325. D. Afonso acabaria por repudiar a sua esposa e encarcera-la no castelo de Toro, situado no município de Zamora, sem ter consumado o matrimónio. Posteriormente, D. Constança Manuel viria então a casar-se com o primo direito do seu primeiro marido, D. Pedro I de Portugal.
O segundo casamento foi em 1328 com a sua prima direita, a infanta Maria de Portugal, filha de Afonso IV de Portugal, seu tio materno, e da infanta Beatriz de Castela, sua tia paterna.
Também desde 1329 manteve uma longa paixão por Leonor Nunes de Gusmão, que lhe deu numerosa prole, e a quem terá dedicado uma cantiga de amor. Foi a verdadeira favorita do rei, que se afastou da sua família legítima para se dedicar à ilegítima. Concedeu várias terras e cargos importantes a estes, que ficariam com um estatuto próximo ao da rainha e do príncipe.
É provável que só à beira da morte, em Gibraltar, durante a grande peste de 1350, se tenha esforçado desesperadamente por legitimar os filhos, mas sem sucesso. Foi transladado para Jerez de la Frontera, onde foi embalsamado. O seu corpo foi enterrado em Sevilha e os seus intestinos na Real Capela do Alcazar em Jerez.
Depois da morte de Afonso XI, o infante D. Pedro e Maria de Portugal dariam largas aos rancores acumulados por esta situação. As rivalidades deram lugar a uma guerra aberta entre o rei D. Pedro I de Castela e o bastardo Henrique de Trastâmara, cada um apoiado por nobres, membros do clero e cidades. O conflito ainda iria envolver exércitos franceses e ingleses, com a Guerra dos Cem Anos a lavrar na vizinhança da Península Ibérica. Henrique conseguiria assassinar e tomar o lugar do monarca legítimo, iniciando a dinastia de Trastâmara.

## Descendência

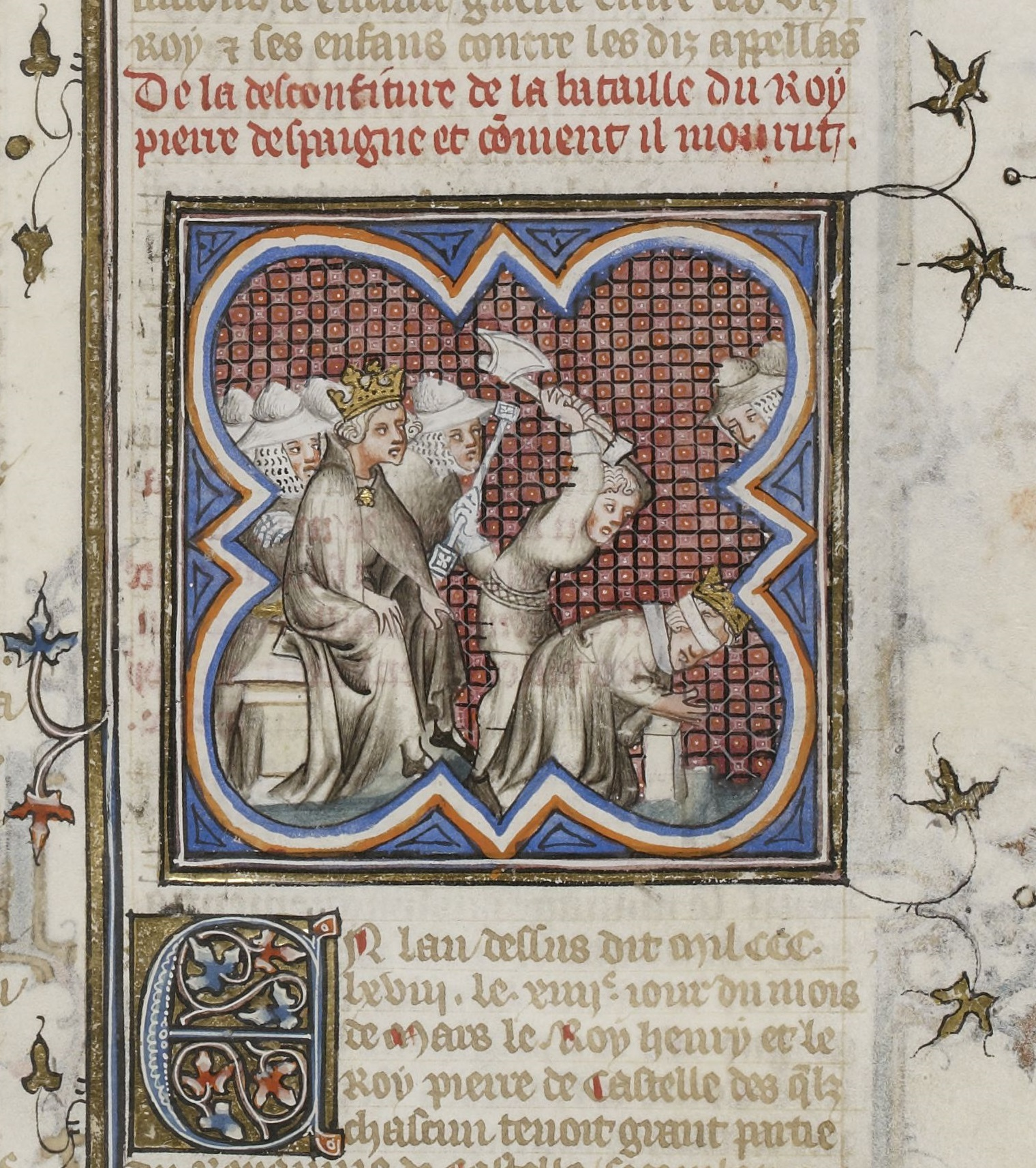
Henrique II de Trastâmara, sentado no trono, observando o seu meio-irmão Pedro I a ser decapitado. Manuscrito da Biblioteca Nacional de Paris.

De Maria de Portugal, do segundo casamento, nasceram:
- Dois filhos enterrados com a mãe no Mosteiro de São Clemente em Sevilha.[3] Um deles, o primogênito Fernando, faleceu poucos meses após o nascimento.
- Pedro I de Castela, o Cruel (1334-1369)

De Leonor de Gusmão teve a seguinte descendência ilegítima:
- Pedro Afonso de Castela, senhor de Aguilar de Campoo (1331/1332-1338)
- Sancho Afonso de Castela, senhor de Ledesma, Béjar e Galisteo (1332/1333-1342)
- Henrique II de Castela, o das Mercês (1333/1334-1379)
- Fradique Afonso de Castela, mestre da Ordem de Santiago (1333/1334-1358)
- Fernando Afonso de Castela, senhor de Ledesma (1334-1350)
- Telo Afonso de Castela, senhor de Aguilar de Campoo (1337-1370), casado com Joana de Lara, senhora de Biscaia
- João Afonso de Castela, senhor de Jerez de los Caballeros (1340-1359)
- Joana Afonso de Castela (1342-depois de 1376), casou primeiro com Fernán Ruíz de Castro, conde de Trastâmara e depois com Filipe de Aragão, barão de Castro e Peralta
- Sancho de Castela, conde de Alburquerque (1342-1374), casado com Beatriz, infanta de Portugal, filha de D. Pedro I
- Pedro Afonso de Castela (1345-1359)